# Between the Buried and Me
Between the Buried and Me is een Amerikaanse progressieve metalband afkomstig uit Raleigh, North Carolina.

## Biografie
De band werd opgericht in 2000 door Tommy Giles Rogers Jr, Paul Waggoner en Will Goodyear, nadat een eerdere metalcoreband, Prayer for Cleansing, waarvan zij onderdeel waren, ter ziele was gegaan. Voor de bandnaam Between the Buried and Me lieten ze zich inspireren door het nummer Ghost Train van de Amerikaanse rockband Counting Crows. Al snel voegden Nick Fletcher en Jason King zich bij hen, waarna ze in 2002 hun debuutalbum Between the Buried and Me uitbrachten via Lifeforce Records. 
Na het uitbrengen van hun tweede album, The Silent Circus, onderging de band meerdere veranderingen in haar bezetting. In rap tempo experimenteerde de band met leden, waarna ze in 2005 hun succesformule hadden gevonden. Alleen Rogers en Waggoner bleven van de initiële line-up behouden; Dustie Waring, Dan Briggs en Blake Richardson werden aan de line-up toegevoegd. Een line-up die in de daaropvolgende jaren onveranderd bleef. In deze samenstelling bracht de band vervolgens haar derde album, Alaska, uit, waarna ze een jaar later, in 2006, ook hun eerste cover-album opnamen. Op dit cover-album, The Anatomy Of getiteld, staan covers van nummers van bands die alle op hun manier een inspiratiebron zijn geweest voor de leden van de band. Ook toerde de band veelvuldig in 2006, onder andere als support-act voor Norma Jean en Bleeding Through.

## Bezetting
Huidige leden
- Tommy Giles Rogers Jr. – vocalen, keyboards (2000–heden)
- Paul Waggoner – leidende gitaar, achtergrondvocalen (2000–heden)
- Dustie Waring – slaggitaar (2004–heden)
- Dan Briggs – bas, keyboards, achtergrondvocalen (2005–heden)
- Blake Richardson – drums (2005–heden)

Voormalige leden
- Jason Schofield King – bas (2000–2004)
- Will Goodyear – drums, zang (2000–2002)
- Marc Duncan – slaggitaar (2000)
- Nicholas Shawn Fletcher – slaggitaar (2000–2003)
- Michael Howard Reig – drums (2002–2003)
- Mark Castillo – drums (2003–2004)
- Shane Blay – slaggitaar (2004)
- Jason Roe – drums (2004-2005)
- Kevin Falk – bas (2004–2005)

Tijdlijn

## Discografie
Studioalbums
- Between the Buried and Me (2002)
- The Silent Circus (2003)
- Alaska (2005)
- The Anatomy Of (2006)
- Colors (2007)
- The Great Misdirect (2009)
- The Parallax II: Future Sequence (2012)
- Coma Ecliptic (2015)
- Automata I (2018)
- Automata II (2018)
- Colors II (2021)
- The Blue Nowhere (2025)

Ep's
- The Parallax: Hypersleep Dialogues (2011)